# Bahnstrecke Landeryd–Falköping
| |                                                 |                                                          |                                                          |
| Streckennummer: | 86                                              |                                                          |                                                          |
| Spurweite: | 1435 mm (Normalspur)                            |                                                          |                                                          |
| Maximale Neigung: | 10 ‰                                            |                                                          |                                                          |
| Minimaler Radius: | 300 m                                           |                                                          |                                                          |
| Streckengeschwindigkeit: | Bandel 742 Smålands Burseryd–(Landeryd) 40 km/h |                                                          |                                                          |
| |                                                 |                                                          |                                                          |
| \| \| \| Västra stambanan von Stockholm \| \| \| \| 0,0 \| Falköping C (1877–1937 Falköping, auch Falköping-Ranten) \| Falköping C (1877–1937 Falköping, auch Falköping-Ranten) \| \| \| \| Västra stambanan nach Göteborg \| \| \| \| 1,5 \| Falköping Södra (früher Falköping Stad) \| Falköping Södra (früher Falköping Stad) \| \| \| \| Bahnstrecke Nässjö–Falköping nach Nässjö \| \| \| \| 4,4 \| Sköttning \| Sköttning \| \| \| 6,9 \| Rogestorp \| Rogestorp \| \| \| 10,3 \| Slutarp \| Slutarp \| \| \| 11,8 \| Kinnarp \| Kinnarp \| \| \| 15,6 \| Hög \| Hög \| \| \| \| Ätran \| \| \| \| \| Bahnstrecke Tidaholm–Åsarp nach Tidaholm \| \| \| \| 18,1 \| Åsarp \| Åsarp \| \| \| 22,9 \| Trädet \| Trädet \| \| \| 26,7 \| Humla \| Humla \| \| \| 29,8 \| Blidsberg \| Blidsberg \| \| \| 33,5 \| Dalum \| Dalum \| \| \| 35,9 \| Plate (bis 1945 Vång) \| Plate (bis 1945 Vång) \| \| \| 39,0 \| Timmele (bis 1917 Lena) \| Timmele (bis 1917 Lena) \| \| \| 45,5 \| Karlsnäs \| Karlsnäs \| \| \| \| Bahnstrecke Borås–Ulricehamn von Borås \| \| \| \| 46,6 \| Ulricehamn \| Ulricehamn \| \| \| 51,7 \| Tunnel \| (87 m) \| \| \| 52,8 \| Åsunden \| Åsunden \| \| \| 55,4 \| Näsbovik (bis 1948 Näsboholm) \| Näsbovik (bis 1948 Näsboholm) \| \| \| 55,6 \| Näsbovik \| Näsbovik \| \| \| 57,2 \| Sandslättsvik \| Sandslättsvik \| \| \| 60,8 \| Vegby \| Vegby \| \| \| 64,7 \| Lindevik \| Lindevik \| \| \| 69,3 \| Månstadskulle \| Månstadskulle \| \| \| 72,7 \| Korreboås \| Korreboås \| \| \| \| Bahnstrecke Borås–Alvesta von Borås \| \| \| \| 76,9 \| Limmared \| Limmared \| \| \| \| Bahnstrecke Borås–Alvesta nach Alvesta \| \| \| \| 82,7 \| Tranemo Östra (bis 1947 Östra Tranemo) \| Tranemo Östra (bis 1947 Östra Tranemo) \| \| \| 84,4 \| Träullsfabriken (1961–1988) \| Träullsfabriken (1961–1988) \| \| \| 85,1 \| Hjärphults grusgrop \| Hjärphults grusgrop \| \| \| 90,7 \| Ambjörnarp (ehem. Bhf.) \| Ambjörnarp (ehem. Bhf.) \| \| \| 94,1 \| Källemo \| Källemo \| \| \| 97,9 \| Sjötofta (ehem. Bhf.) \| Sjötofta (ehem. Bhf.) \| \| \| 102,4 \| Ekefors \| Ekefors \| \| \| 110,3 \| Hällabäck \| Hällabäck \| \| \| 116,3 \| Smålands Burseryd (ehem. Bahnhof) \| Smålands Burseryd (ehem. Bahnhof) \| \| \| 123,8 \| Bromossen \| Bromossen \| \| \| 125,8 \| Broaryd \| Broaryd \| \| \| 127,9 \| Haghult \| Haghult \| \| \| \| Bahnstrecke Halmstad–Nässjö von Nässjö \| \| \| \| 131,1 \| Landeryd \| Landeryd \| \| \| \| Bahnstrecke Halmstad–Nässjö nach Halmstad \| \| \| \| \| \| \| \| Quellen: [2] \| \| \| \| |                                                 |                                                          |                                                          |
| Strecke |                                                 | Västra stambanan von Stockholm                           | Västra stambanan von Stockholm                           |
| Bahnhof | 0,0                                             | Falköping C (1877–1937 Falköping, auch Falköping-Ranten) | Falköping C (1877–1937 Falköping, auch Falköping-Ranten) |
| Abzweig geradeaus und nach rechts |                                                 | Västra stambanan nach Göteborg                           | Västra stambanan nach Göteborg                           |
| ehemaliger Bahnhof | 1,5                                             | Falköping Södra (früher Falköping Stad)                  | Falköping Södra (früher Falköping Stad)                  |
| Abzweig ehemals geradeaus und nach links |                                                 | Bahnstrecke Nässjö–Falköping nach Nässjö                 | Bahnstrecke Nässjö–Falköping nach Nässjö                 |
| Blockstelle (Strecke außer Betrieb) | 4,4                                             | Sköttning                                                | Sköttning                                                |
| Blockstelle (Strecke außer Betrieb) | 6,9                                             | Rogestorp                                                | Rogestorp                                                |
| Bahnhof (Strecke außer Betrieb) | 10,3                                            | Slutarp                                                  | Slutarp                                                  |
| Bahnhof (Strecke außer Betrieb) | 11,8                                            | Kinnarp                                                  | Kinnarp                                                  |
| Bahnhof (Strecke außer Betrieb) | 15,6                                            | Hög                                                      | Hög                                                      |
| Brücke über Wasserlauf (Strecke außer Betrieb) |                                                 | Ätran                                                    | Ätran                                                    |
| Abzweig geradeaus und von links (Strecke außer Betrieb) |                                                 | Bahnstrecke Tidaholm–Åsarp nach Tidaholm                 | Bahnstrecke Tidaholm–Åsarp nach Tidaholm                 |
| Bahnhof (Strecke außer Betrieb) | 18,1                                            | Åsarp                                                    | Åsarp                                                    |
| Bahnhof (Strecke außer Betrieb) | 22,9                                            | Trädet                                                   | Trädet                                                   |
| Haltepunkt / Haltestelle (Strecke außer Betrieb) | 26,7                                            | Humla                                                    | Humla                                                    |
| Bahnhof (Strecke außer Betrieb) | 29,8                                            | Blidsberg                                                | Blidsberg                                                |
| Haltepunkt / Haltestelle (Strecke außer Betrieb) | 33,5                                            | Dalum                                                    | Dalum                                                    |
| Haltepunkt / Haltestelle (Strecke außer Betrieb) | 35,9                                            | Plate (bis 1945 Vång)                                    | Plate (bis 1945 Vång)                                    |
| Bahnhof (Strecke außer Betrieb) | 39,0                                            | Timmele (bis 1917 Lena)                                  | Timmele (bis 1917 Lena)                                  |
| Blockstelle (Strecke außer Betrieb) | 45,5                                            | Karlsnäs                                                 | Karlsnäs                                                 |
| Abzweig geradeaus und von rechts (Strecke außer Betrieb) |                                                 | Bahnstrecke Borås–Ulricehamn von Borås                   | Bahnstrecke Borås–Ulricehamn von Borås                   |
| Bahnhof (Strecke außer Betrieb) | 46,6                                            | Ulricehamn                                               | Ulricehamn                                               |
| Tunnel (Strecke außer Betrieb) | 51,7                                            | Tunnel                                                   | (87 m)                                                   |
| Bahnhof (Strecke außer Betrieb) | 52,8                                            | Åsunden                                                  | Åsunden                                                  |
| Blockstelle (Strecke außer Betrieb) | 55,4                                            | Näsbovik (bis 1948 Näsboholm)                            | Näsbovik (bis 1948 Näsboholm)                            |
| Haltepunkt / Haltestelle (Strecke außer Betrieb) | 55,6                                            | Näsbovik                                                 | Näsbovik                                                 |
| Blockstelle (Strecke außer Betrieb) | 57,2                                            | Sandslättsvik                                            | Sandslättsvik                                            |
| Bahnhof (Strecke außer Betrieb) | 60,8                                            | Vegby                                                    | Vegby                                                    |
| Haltepunkt / Haltestelle (Strecke außer Betrieb) | 64,7                                            | Lindevik                                                 | Lindevik                                                 |
| Bahnhof (Strecke außer Betrieb) | 69,3                                            | Månstadskulle                                            | Månstadskulle                                            |
| Haltepunkt / Haltestelle (Strecke außer Betrieb) | 72,7                                            | Korreboås                                                | Korreboås                                                |
| Abzweig ehemals geradeaus und von rechts |                                                 | Bahnstrecke Borås–Alvesta von Borås                      | Bahnstrecke Borås–Alvesta von Borås                      |
| Bahnhof | 76,9                                            | Limmared                                                 | Limmared                                                 |
| Abzweig ehemals geradeaus und nach links |                                                 | Bahnstrecke Borås–Alvesta nach Alvesta                   | Bahnstrecke Borås–Alvesta nach Alvesta                   |
| Bahnhof (Strecke außer Betrieb) | 82,7                                            | Tranemo Östra (bis 1947 Östra Tranemo)                   | Tranemo Östra (bis 1947 Östra Tranemo)                   |
| Dienststation / Betriebs- oder Güterbahnhof (Strecke außer Betrieb) | 84,4                                            | Träullsfabriken (1961–1988)                              | Träullsfabriken (1961–1988)                              |
| Blockstelle (Strecke außer Betrieb) | 85,1                                            | Hjärphults grusgrop                                      | Hjärphults grusgrop                                      |
| Haltepunkt / Haltestelle Strecke bis hier außer Betrieb | 90,7                                            | Ambjörnarp (ehem. Bhf.)                                  | Ambjörnarp (ehem. Bhf.)                                  |
| ehemalige Blockstelle | 94,1                                            | Källemo                                                  | Källemo                                                  |
| Haltepunkt / Haltestelle Strecke ab hier außer Betrieb | 97,9                                            | Sjötofta (ehem. Bhf.)                                    | Sjötofta (ehem. Bhf.)                                    |
| Bahnhof (Strecke außer Betrieb) | 102,4                                           | Ekefors                                                  | Ekefors                                                  |
| Bahnhof (Strecke außer Betrieb) | 110,3                                           | Hällabäck                                                | Hällabäck                                                |
| Betriebsstelle Strecke bis hier außer Betrieb | 116,3                                           | Smålands Burseryd (ehem. Bahnhof)                        | Smålands Burseryd (ehem. Bahnhof)                        |
| ehemalige Blockstelle | 123,8                                           | Bromossen                                                | Bromossen                                                |
| ehemaliger Bahnhof | 125,8                                           | Broaryd                                                  | Broaryd                                                  |
| ehemalige Blockstelle | 127,9                                           | Haghult                                                  | Haghult                                                  |
| Abzweig geradeaus und von links |                                                 | Bahnstrecke Halmstad–Nässjö von Nässjö                   | Bahnstrecke Halmstad–Nässjö von Nässjö                   |
| Bahnhof | 131,1                                           | Landeryd                                                 | Landeryd                                                 |
| Strecke |                                                 | Bahnstrecke Halmstad–Nässjö nach Halmstad                | Bahnstrecke Halmstad–Nässjö nach Halmstad                |
| |                                                 |                                                          |                                                          |
| Quellen: |                                                 |                                                          |                                                          |

Die Bahnstrecke Landeryd–Falköping war eine normalspurige schwedische Eisenbahnstrecke. Sie wurde von der Västra Centralbanans Järnvägsaktiebolag (VCJ), einer privaten Eisenbahngesellschaft, zwischen Landeryd und Falköping erbaut.

## Västra Centralbanans Järnvägsaktiebolag

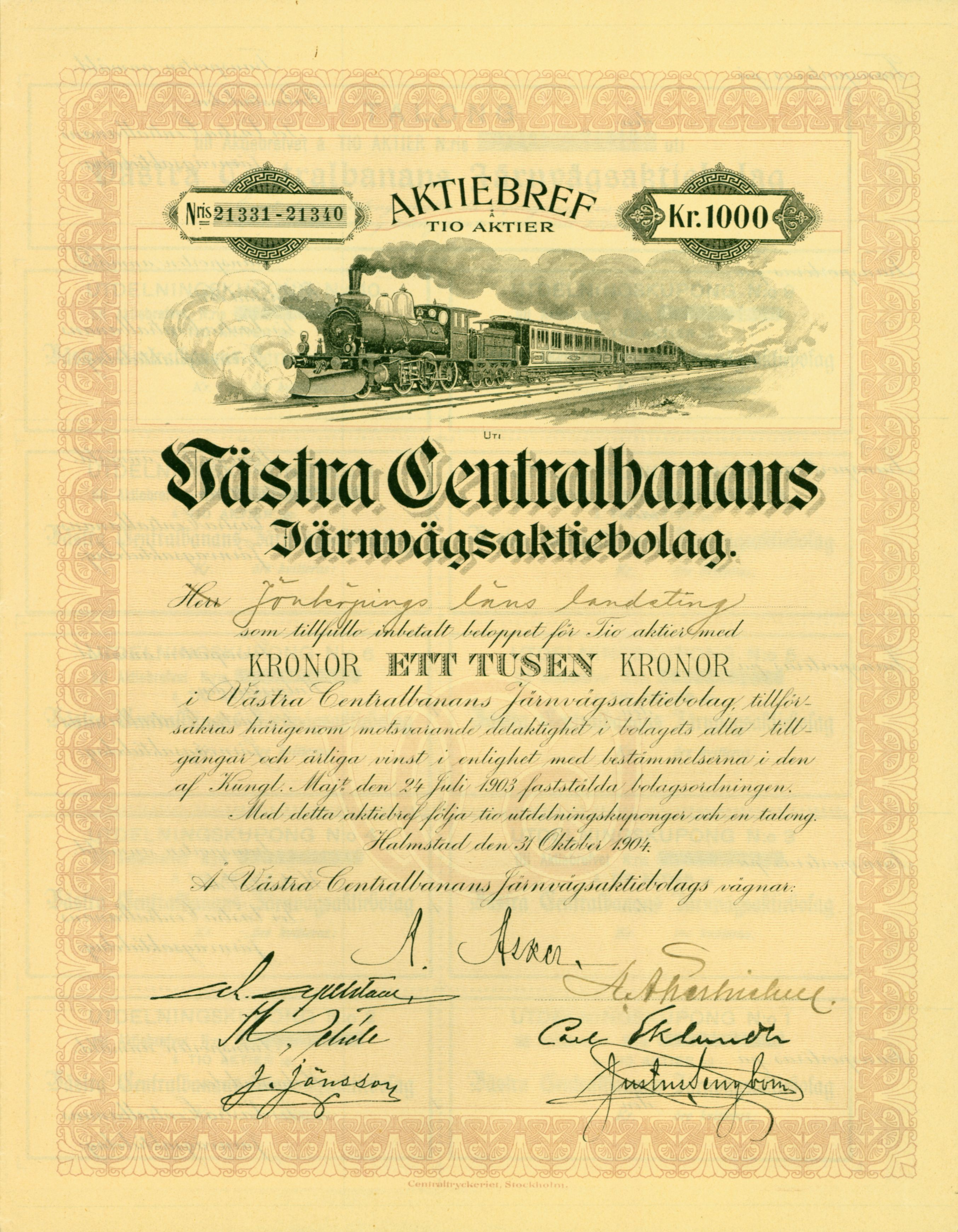
Aktie über 1000 Kronen der Västra Centralbanans Järnvägsaktiebolag vom 31. Oktober 1904

In der zweiten Hälfte der 1800er Jahre wurden in Schweden zahlreiche Bahnstrecken in der Region Halmstad diskutiert. Mehrere beantragte Konzessionen wurden aus verschiedenen Gründen abgelehnt. Genehmigt wurde jedoch am 11. Oktober 1901 ein Ansuchen für eine normalspurige Bahnverbindung zwischen Falköping Ranten an der Västra stambanan und Landeryd an der Bahnstrecke Halmstad–Nässjö.
Im Mai 1902 fand ein Treffen in Halmstad statt, bei dem dazu ein Bericht erstattet wurde. Dort wurde A. Qvistgaard beauftragt, Pläne und Kostenvoranschläge für die geplante Strecke zu erstellen. Die Kosten wurden von ihm auf 5,326 Millionen Kronen geschätzt. Die konstituierende Sitzung der Västra Centralbanans Järnvägsaktiebolag (VCJ) fand am 28. April 1903 statt. Den größten Aktienanteil erwarb die Halmstad–Nässjö Järnvägsaktiebolag.
Die Planungen sahen vor, den Abschnitt Ulricehamn–Åsarp der seit 4. Dezember 1874 bestehende Bahnstrecke Ulricehamn–Vartofta der Ulricehamns Järnväg zu übernehmen, auf Normalspur umzurüsten und in die neue Strecke zu integrieren. 1903 übernahm die VCJ diesen Abschnitt für 710.000 Kronen. Das acht Kilometer lange Reststück Åsarp–Vartofta wurde ebenfalls auf Normalspur umgebaut und danach für 300.000 Kronen an die Tidaholms Järnväg (TJ) verkauft, die dort den Betrieb am 28. Oktober 1907 aufnahm und am 16. November 1918 endgültig einstellte.
Neue Kostenberechnungen ergaben, dass die Strecke teurer als vorberechnet werden würde. Deshalb beantragte man bei der HNJ weitere Kredite, die diese auch gewährte. Zur Sicherheit musste die VCJ jedoch Hypotheken hinterlegen. Dafür garantierte die HNJ für drei Millionen Kronen. Die Verträge dafür wurden am 24. November 1903 unterzeichnet und enthielten eine Vereinbarung, nach der die HNJ Rollmaterial und Personal für die neue Strecke stellte.

## Bahnstrecke Landeryd–Falköping

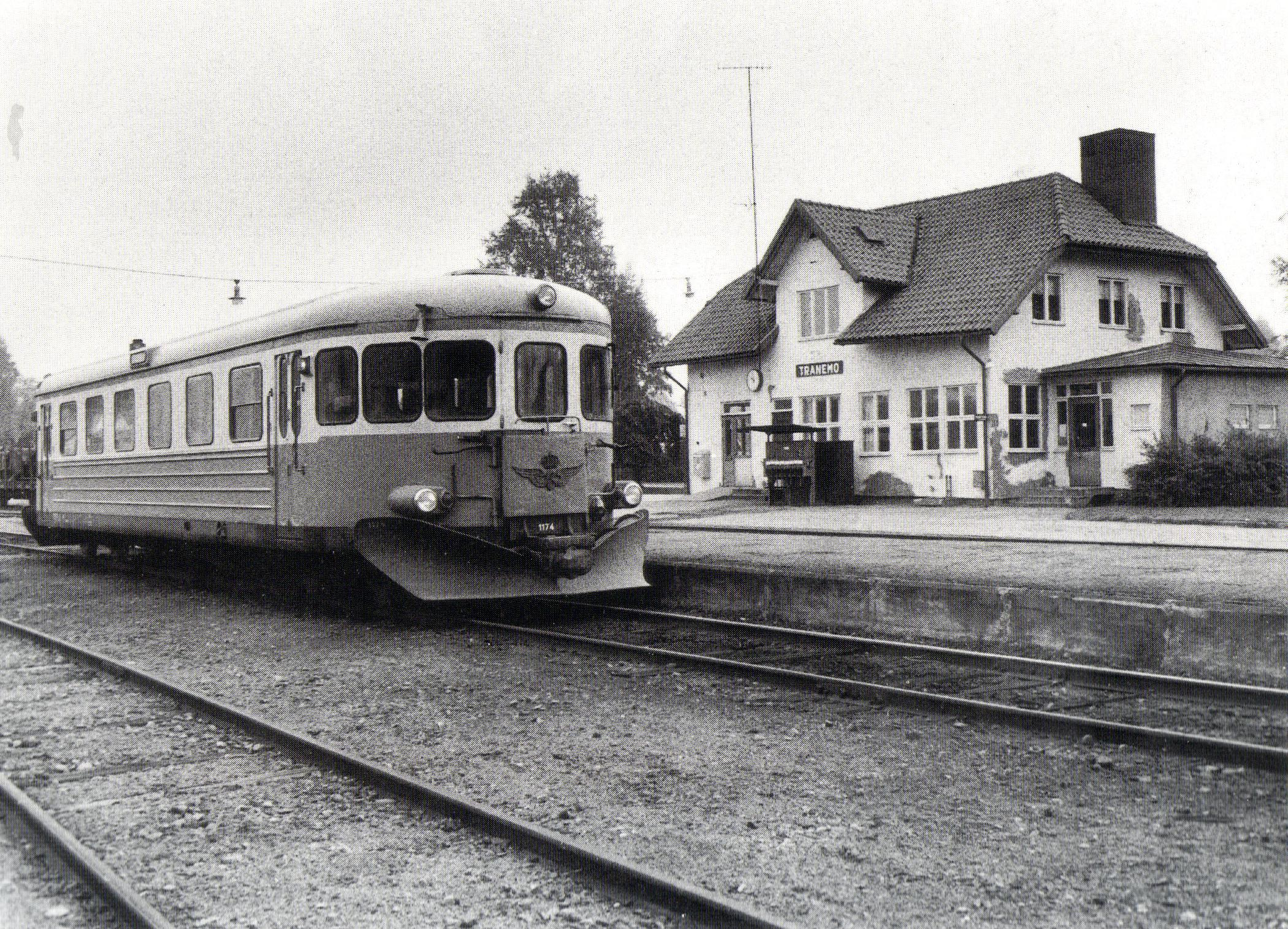
Bahnhof Tranemo

Die 129,672 Kilometer lange Strecke wurde am 21. Dezember 1906 eröffnet, dabei wurden Schienen mit einem Metergewicht von 30 kg/m verlegt. Bei der Eröffnung betrug die Höchstgeschwindigkeit 70 km/h. Bereits kurz nach der Eröffnung wurde festgestellt, dass auch der Bahnbetrieb höhere Kosten als geplant erfordern würde. Erneut fragte man bei der HJN nach weiteren Krediten. Am Ende des Jahres 1913 beliefen sich die Schulden der VCJ bei der HNJ auf 1,925 Millionen Kronen. Ende 1915 wurde klar, dass das Unternehmen seinen Zahlungsverpflichtungen nicht mehr nachkommen kann. Auf der letzten Hauptversammlung der Gesellschaft am 7. Februar 1916 wurde der Insolvenzantrag beschlossen. Am 1. Januar 1917 wurde die Strecke bei einer Auktion verkauft, wo sie von der HNJ für 2.943.863 Kronen und 33 Öre gekauft wurde.
Ab diesem Zeitpunkt wurde die VCJ von der HNJ verwaltet, blieb aber als eigenständiges Unternehmen bis 1. Januar 1923 bestehen. Dann wurde die VCJ in die HNJ integriert. Mit der Integration der Västra Centralbanan hatte das Streckennetz der HNJ mit 411 Kilometern seine größte Ausdehnung erreicht.

## Verstaatlichung
Im Rahmen der allgemeinen Eisenbahnverstaatlichung ging die HJN und damit die Strecke Landeryd–Falköping am 1. Juli 1945 in Staatsbesitz über, die Betriebsführung übernahmen Statens Järnvägar.

## Betriebseinstellungen
Durch den zunehmenden Individualverkehr und die Verlagerung des Güterverkehrs auf die Straße musste ein Großteil der Strecke stillgelegt werden. In den letzten Betriebsjahren wurde der Güterverkehr von Limmared aus besorgt.
| Einstellung Personenverkehr                                                                                       | Einstellung Güterverkehr | Einstellung Gesamtverkehr                |
| --- | --- | ---------------------------------------- |
| Smålands Burseryd–Landeryd: 2. Juni 1985 Falköping C–Ulricehamn: 10. Juni 1985 Ulricehamn–Sjötofta: 11. Juni 1988 | Åsarp–Ulricehamn: 22. Mai 1977 Falköping C–Åsarp: 1. Juni 1986 Ulricehamn Vist industriområde–Limmared: 1. Oktober 1989 Limmared–Sjötofta: 10. Juni 1991 | Sjötofta–Smålands Burseryd: 2. Juni 1985 |

Der Streckenabschnitt Falköping–Limmared wurde 1991 abgebaut. 1996 begann ein Schrotthandel in Ekefors mit der Wiederverwendung des noch vorhandenen Schienenstranges zwischen Burseryd und Ekefors, um Lokomotiven zur Zerlegung in die Firma zu überführen. Im August 2003 wurde die Museiföreningen Västra Centralbanans Järnväg gegründet, um auf der Strecke zwischen Limmared und Landeryd Museumsbahnbetrieb durchzuführen. Allerdings konnte dies nicht den Abbau der Strecke Ambjörnarp–Limmared im Jahre 2004 verhindern.

## Aktueller Betrieb
Auf der Strecke Landeryd–Smålands Burseryd wurden werktags Güterwagen als Sperrfahrt zugestellt. Diese Übergabezüge wurden von Green Cargo mit Diesellokomotiven der Baureihe T44 gefahren. Sporadisch wurde auf der von Trafikverket als „nedlagt“ (=stillgelegt) gekennzeichneten Strecke zwischen Burseryd und Ekefors auch der Schrotthändler in Ekefors bedient.
Seit 2014 ist die Bahnstrecke gänzlich ohne Verkehr. Bei einer Triebwagen-Sonderfahrt 2015 erreichten die Reisenden nicht mehr den Bahnhof Smålands Burseryd, da dem beiderseits des Bahnhofes ansässigen Industriebetrieb durch Trafikverket gestattet wurde, zur Verbesserung des innerbetrieblichen Transportes die Gleise mit einer Matte abzudecken. Überführungen nach Ekefors fanden nach 2013 keine mehr statt, da es auf Grund des schlechten Gleiszustandes zu Entgleisungen gekommen war. Des Weiteren gab Trafikverket bekannt, dass ab Fahrplanwechsel am 10. Dezember 2017 die Strecke nach Burseryd nicht mehr befahren werden kann. Seit diesem Zeitpunkt ist die Strecke unter „Underhåll har upphört“ gelistet und könnte auf gesetzlicher Grundlage nach drei weiteren Jahren endgültig stillgelegt werden. Dieser Zustand wurde auf Grundlage der Järnvägsmarknadsförordning (2022:416) verlängert.
Der Abschnitt Sjötofta–Ambjörnarp kann mit Fahrraddraisinen befahren werden. Der gemeindliche Betrieb Ambjörnarps Byalag betreibt die Verleihstation im Bahnhofsgebäude von Ambjörnarp.